# 維濟亞訥格勒姆縣

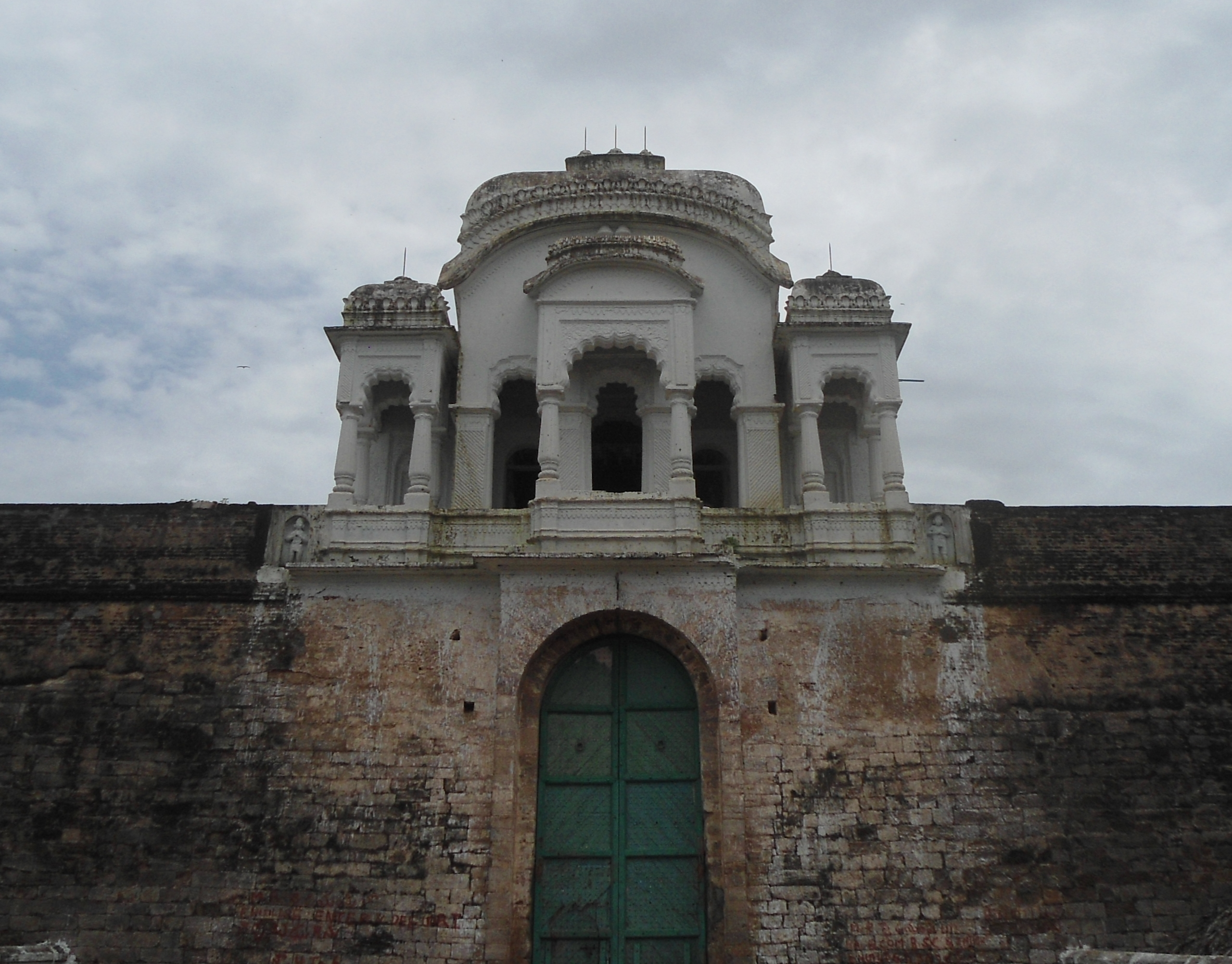

维济亚讷格勒姆县（英語：Vizianagaram district）是印度的一個縣，位於該國東南部，由安得拉邦負責管轄，面積6,539平方公里，每年平均降雨量920毫米，2011年人口2,245,103，人口密度每平方公里344人。